# Couze Pavin
Couze Pavin – rzeka we Francji o długości 40,7 kilometrów, lewy dopływ Allier. Źródło rzeki znajduje się u stóp szczytu Puy de Sancy. Rzeka przepływa przez departament Puy-de-Dôme.

## Miasta, przez które przepływa rzeka
- Besse-et-Saint-Anastaise
- Issoire

Rzeka przepływa także przez gminę Issoire.